# José Puche Vicente
José Puche Vicente, deportivamente conocido como Puche I (Yecla, Murcia, 13 de marzo de 1968) es un exfutbolista y entrenador español. Se le conoció futbolísticamente como Puche I ya que coincidió con su hermano Puche II en el Palamós CF.

## Trayectoria
Formó parte del Córdoba CF de aquella plantilla que en junio de 1999 logró el ascenso a Segunda División A en el Estadio Cartagonova. También jugaría en el Yeclano CF, Elche CF, UD Almería, Xerez CD, Ciudad de Murcia, Palamós CF y Real Jaén Club de Fútbol, donde le marcaría al Atlético de Madrid un gol en Copa del Rey. 
Tras despedirse en el Novelda CF del fútbol en activo, Puche pasó a formar parte en 2007 de la Secretaría técnica del Cartagena FC, club para el que, entre otros muchos aspectos, confeccionaba informes sobre equipos rivales. Participó, junto a David Buitrago, en la construcción de la plantilla del club albinegro, todo ello en pos de lograr el ansiado ascenso a la categoría de plata.
Como técnico, ayudó a su hermano en el Hércules CF, en el Cádiz CF y el Xerez CD, aunque su primera experiencia seria ha sido la del FC Cartagena.
Debutó al frente de los banquillo en el Xerez CD donde en la temporada 2010 y 2012, condujo al equipo juvenil azulino de Preferente a División de Honor, realizando un extraordinario trabajo. 
En 2012 se convierte en entrenador del equipo senior del Balón de Cádiz, integrante del Grupo I de Primera Andaluza. La aventura no fue muy fructífera, ya que antes de que se cumpliera la primera vuelta, y con el equipo cerca del descenso, el de Yecla esgrimió motivos personales para abandonar la entidad amarilla. 
En 2013 firma como entrenador del Córdoba B, ayudado de Miguel Ángel Morales, entrenador de la temporada anterior del Liga Nacional, sería su mano derecha.
En octubre de 2013, el técnico de Yecla deja de ser entrenador del filial blanquiverde, tras la mala racha del equipo, que solo ha conseguido un punto en las ocho jornadas disputadas, situándose como farolillo rojo.
Tras ello entrenó en su ciudad natal con el EF Ciudad de Yecla, donde tuvo la oportunidad de entrenar a Javier Cerdán, Javier Cortés o Alonso Sánchez.
Actualmente es segundo entrenador del Crevillente Deportivo en Tercera División.

## Clubes

### Como entrenador
| Club                     | País   | Año       |
| ------------------------ | ------ | --------- |
| Xerez CD (Juvenil)       | España | 2010-2012 |
| Balón de Cádiz (Juvenil) | España | 2012-2013 |
| Córdoba B                | España | 2013      |